# 7425 Лессінг
7425 Лессінг (7425 Lessing) — астероїд головного поясу, відкритий 2 вересня 1992 року.
Тіссеранів параметр щодо Юпітера — 3,495.